# فرودگاه فوئرته‌ونتورا
فرودگاه فوئرته‌ونتورا (به انگلیسی: Fuerteventura Airport) (به زبان بومی: Aeropuerto de Fuerteventura) یک فرودگاه همگانی مسافربری با کد یاتا FUE است که یک باند فرود آسفالت دارد و طول باند آن ۲۴۰۰ متر است. این فرودگاه در شهر فوئرته‌ونتورا جزایر قناری در کشور اسپانیا قرار دارد و در ارتفاع ۲۶ متری از سطح دریا واقع شده‌است.

## شرکت‌های هواپیمایی و مقصدهای پروازی

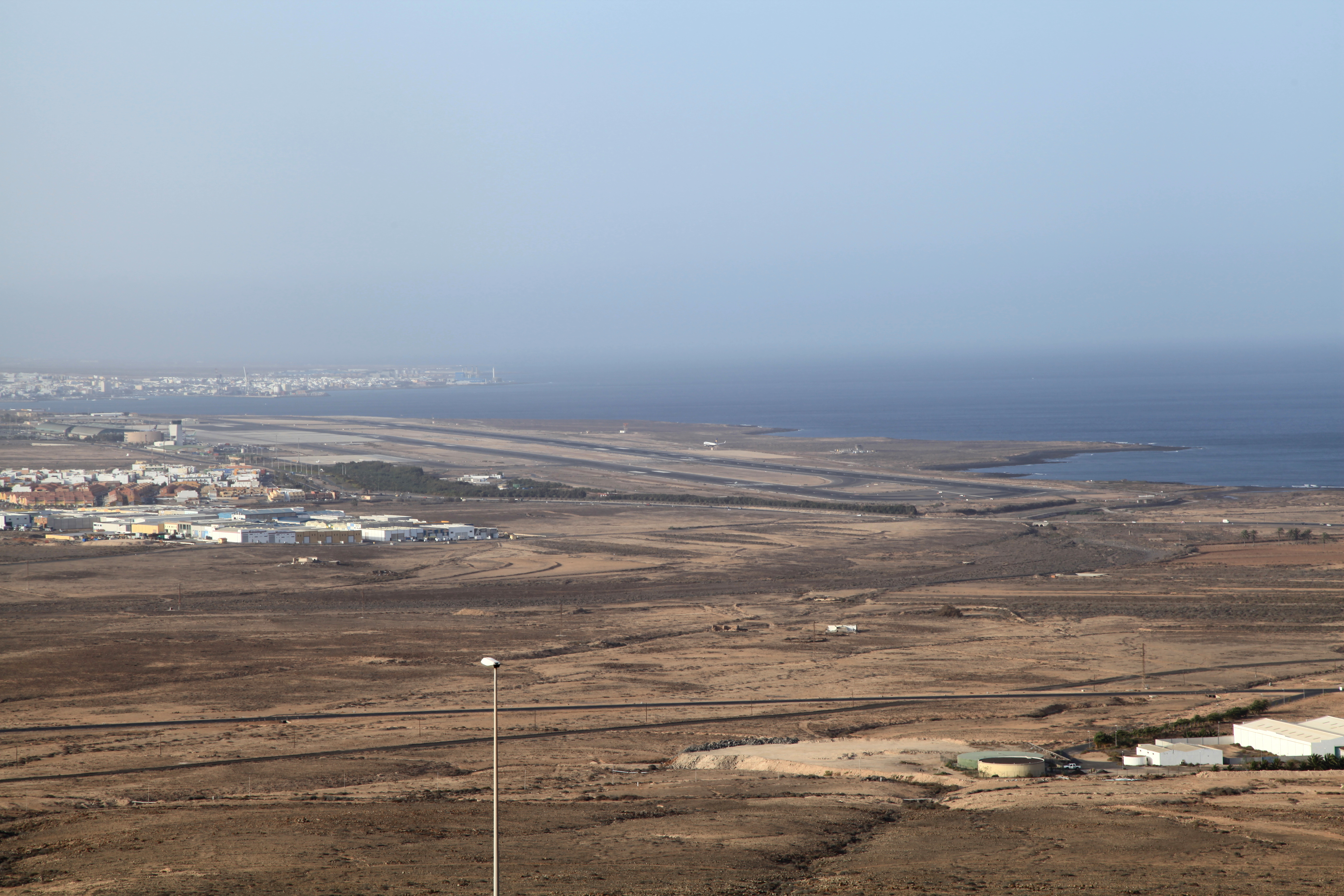
Aerial view

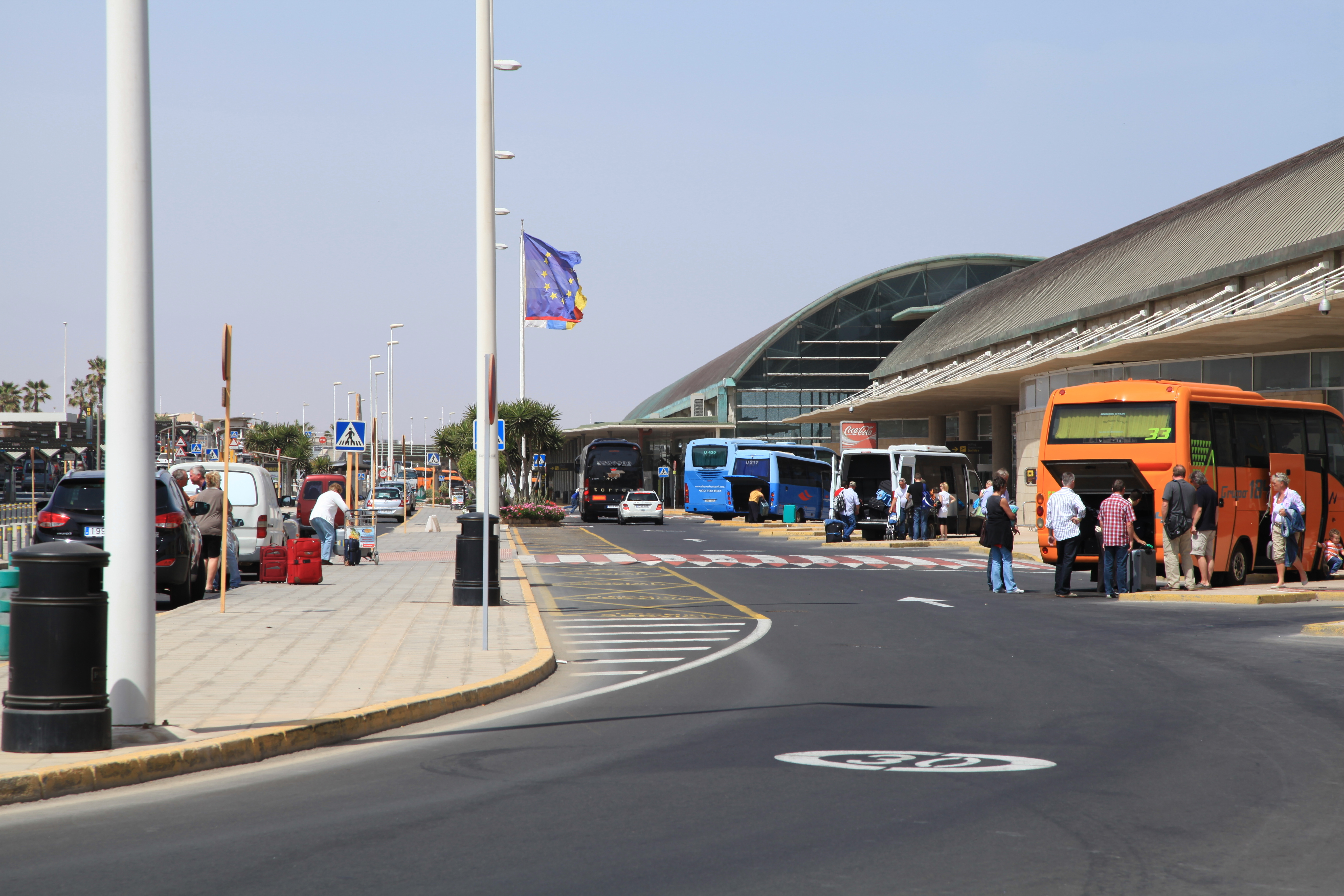
Terminal exterior

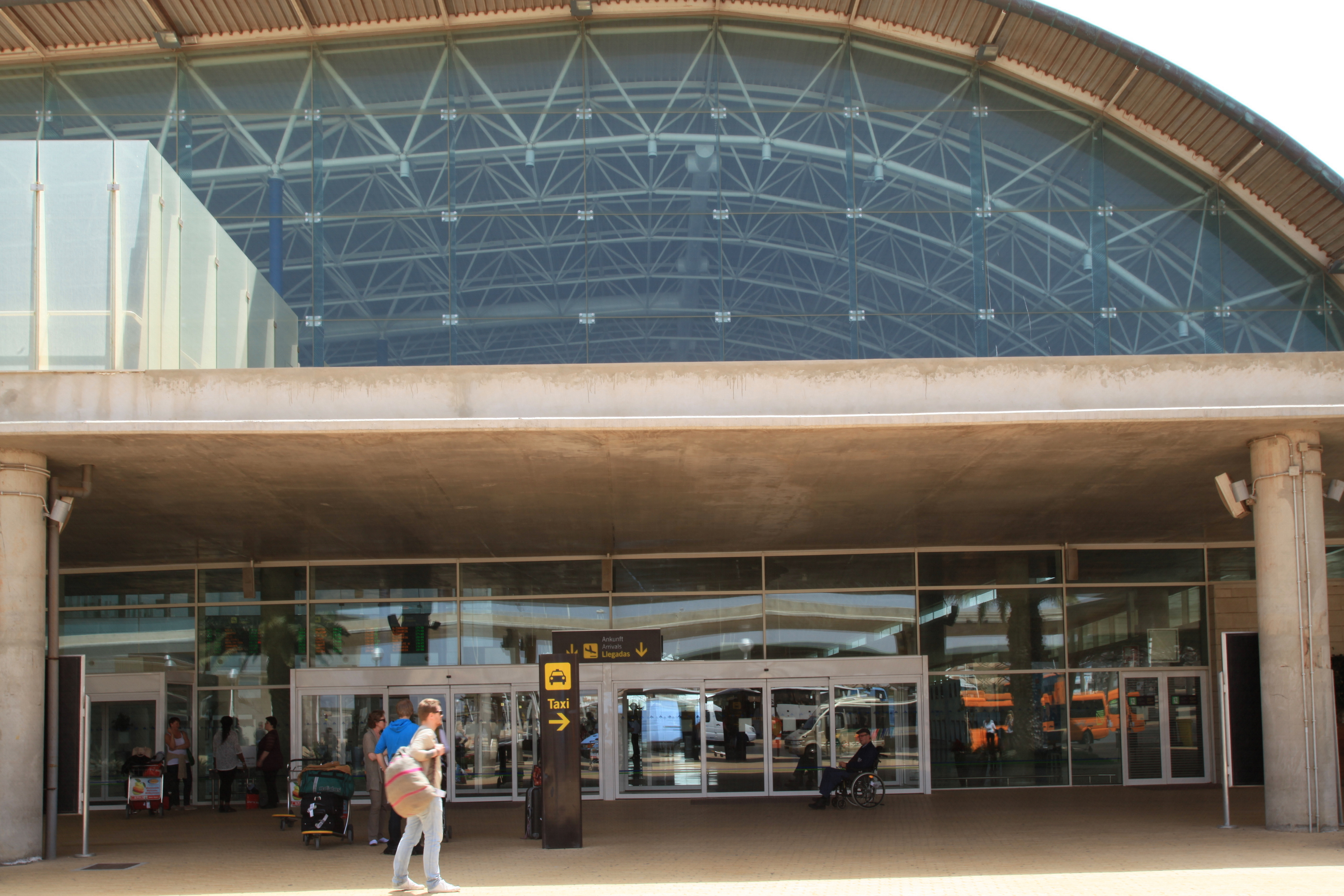
Puerto del Rosario Airport

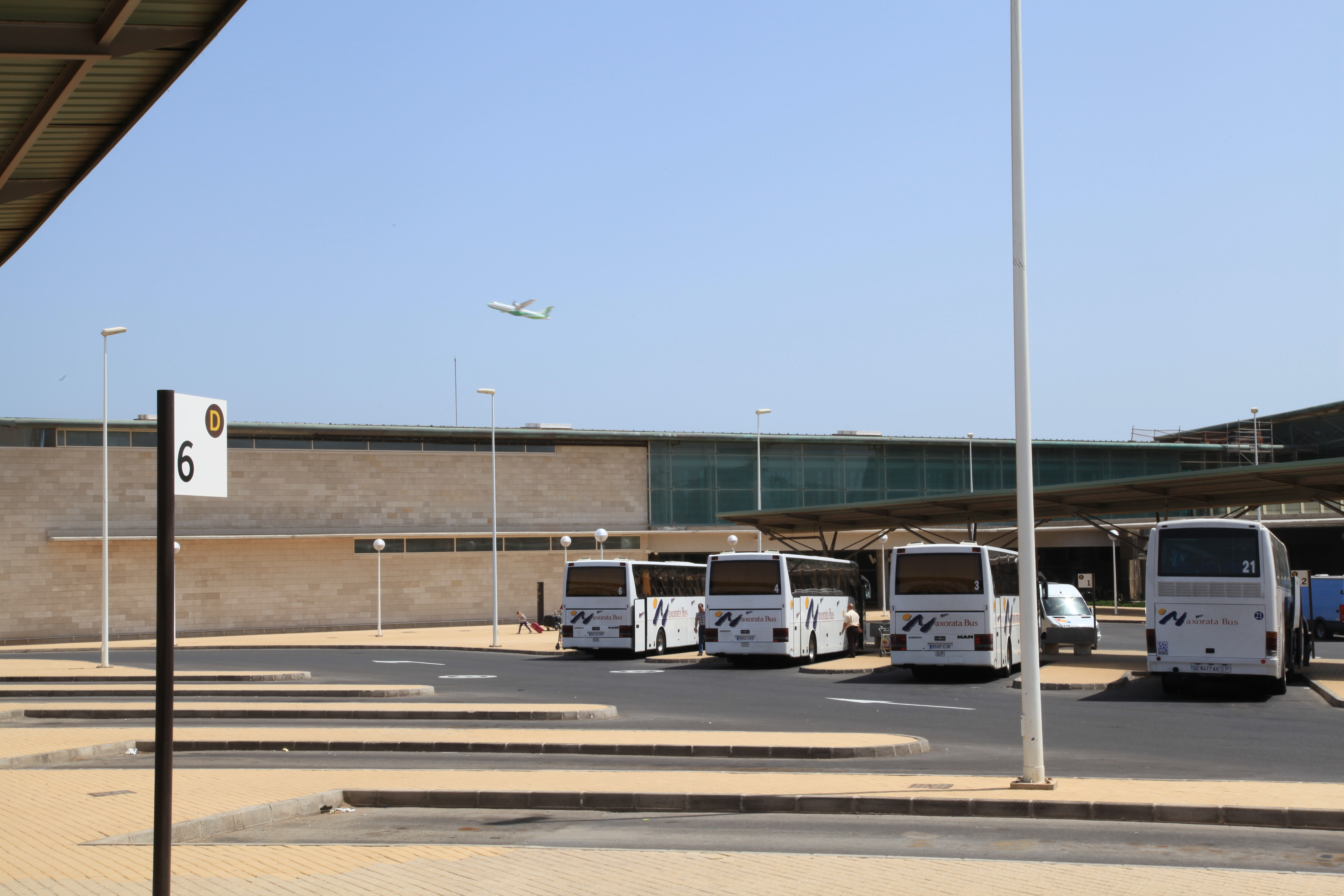
view form the exterior

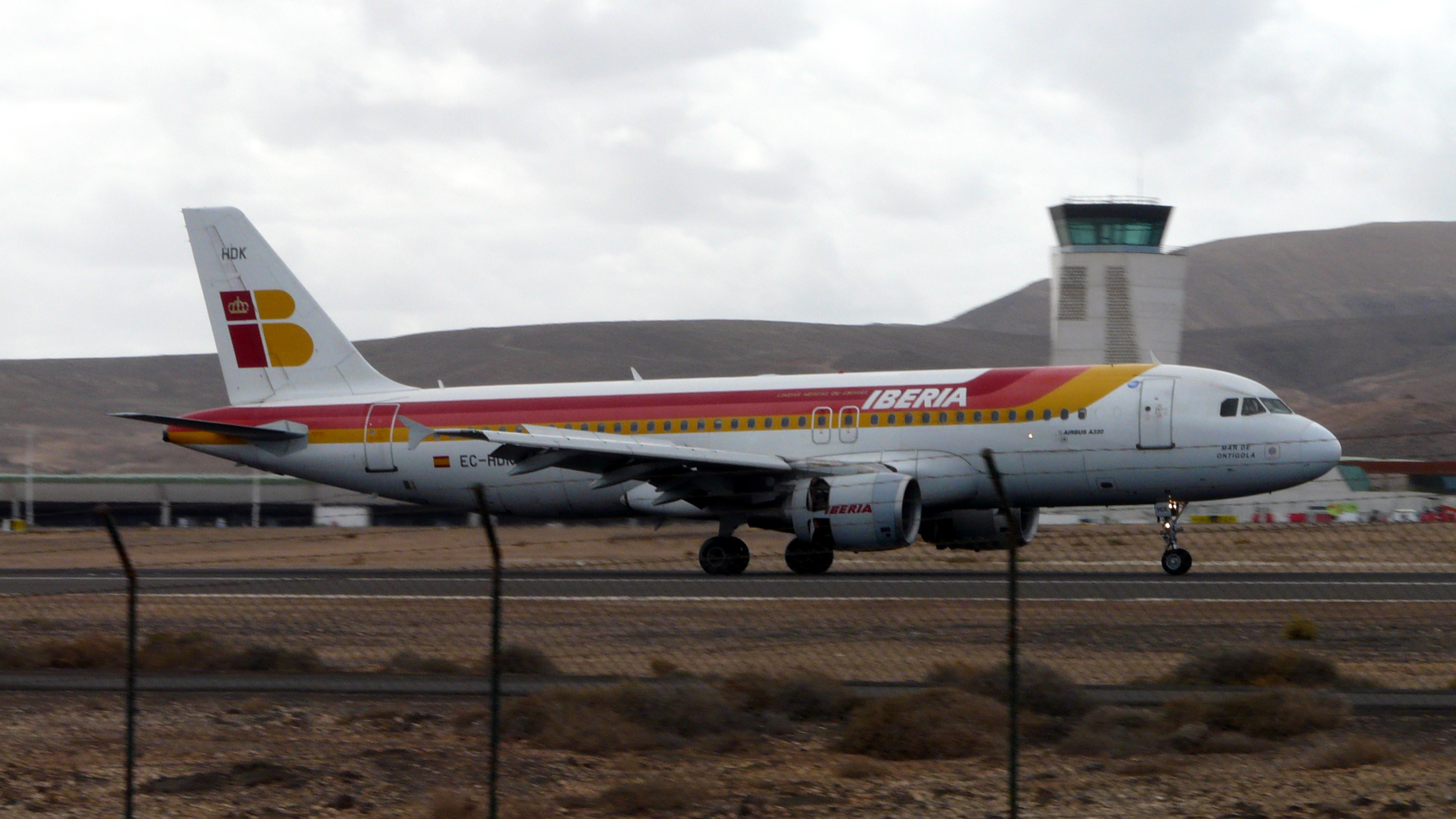
ایبریا ایرلاین خانواده ایرباس ای۳۲۰ at the airport

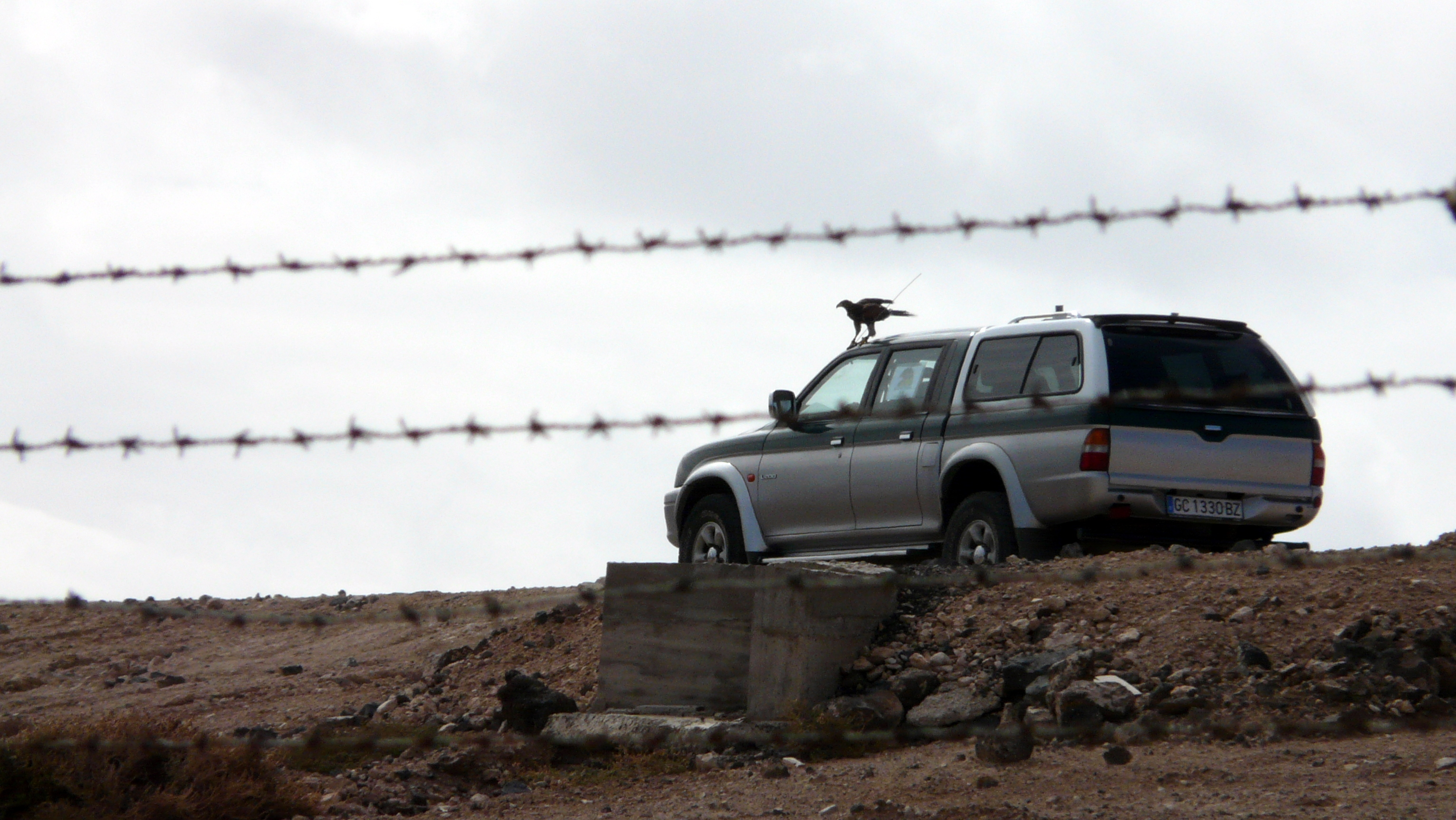
Cetrery car to disperse birds

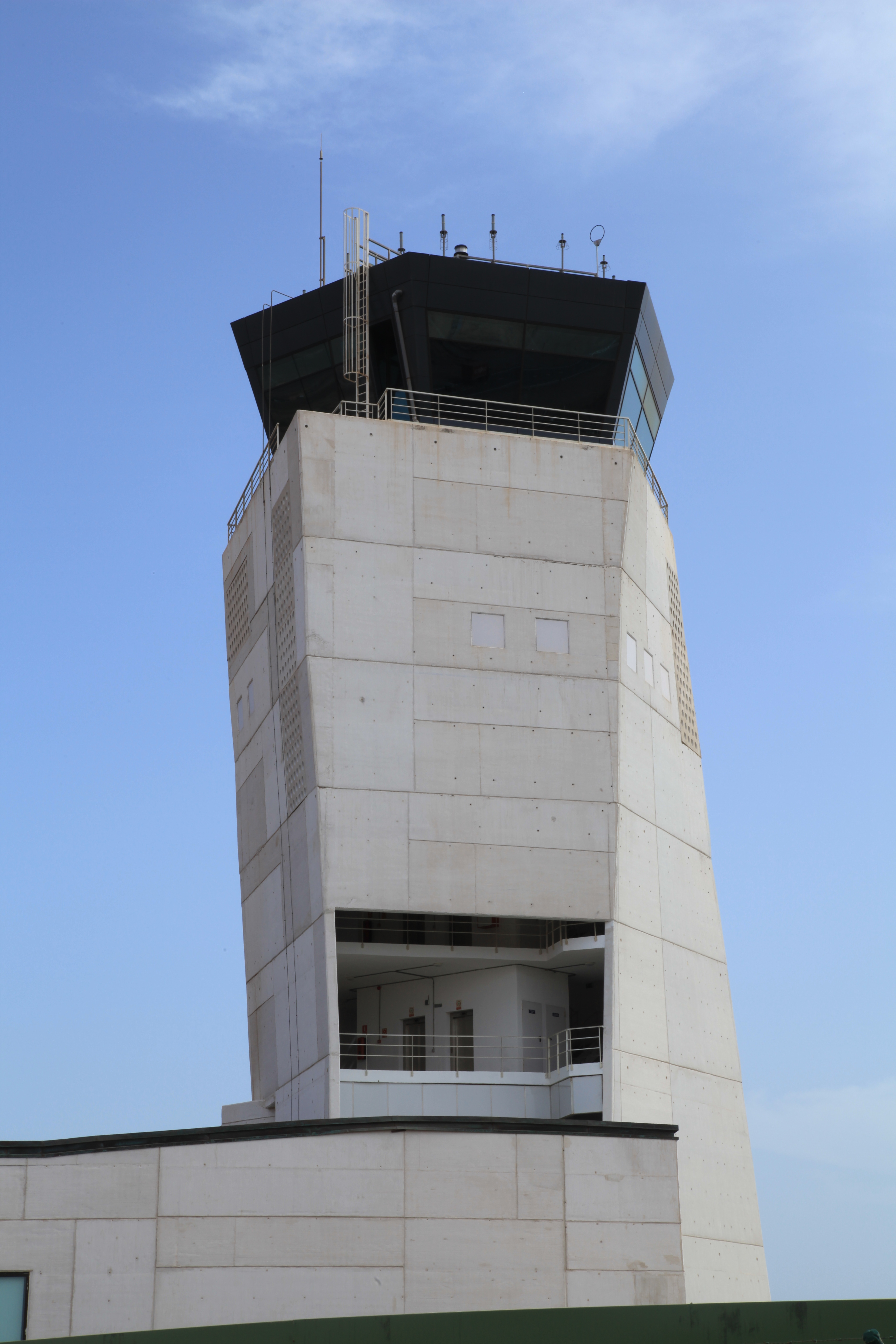
Control tower

| شرکت‌های هواپیمایی                           | مقصدهای پروازی |
| ------------------------------------------- | --- |
| ایر لینگاس                                  | دوبلین |
| ایگل آزور                                   | اورلی |
| ایر اروپا                                   | آستوریاس، بارسلونا-ال پرات، بیلبائو، مالاگا، مادرید-باراخاس، سانتیاگو د کمپوستلا |
| ای‌اس‌ال ایرلاینز ایرلند                      | Seasonal charter: دوبلین |
| آتلانتیک ایرویز                             | بیلاند |
| آسترین ایرلاینز                             | فصلی: وین |
| ایر ویا                                     | فرانکفورت، هامبورگ |
| آلبااستار                                   | میلانو مالپنسا |
| Azur Air (Germany)                          | چارتر: دوسلدورف، مونیخ |
| بینتر کاناریاس اجرا توسط NAYSA              | گرن کناریا، تنریف شمالی |
| بریتیش ایرویز                               | گاتویک |
| CanaryFly                                   | گرن کناریا , تنریف شمالی |
| کوندور فلوگدینست                            | برلین شونفلد، دوسلدورف، فرانکفورت، هامبورگ، هانوفر، لایپزیگ/هال، منچستر، مونیخ، اشتوتگارت |
| Corendon Dutch Airlines                     | اسخیپول آمستردام |
| ایزی‌جت                                      | بریستول، جان لنون لیورپول، گاتویک، میلانو مالپنسا (آغاز از ۳۰ اکتبر ۲۰۱۷), شارل دوگل پاریس (آغاز از ۳۱ اکتبر ۲۰۱۷) فصلی: هامبورگ |
| easyJet Switzerland                         | بازل-مولوز-فرایبورگ اروپا فصلی: ژنو |
| ادلوایس ایر                                 | زوریخ |
| ای‌اس‌ال ایرلاینز فرانسه                      | برست برتانی، نانت آتلانتیک، شارل دوگل پاریس |
| یورو وینگز                                  | کلن بن، دوسلدورف، هامبورگ، مونیخ (آغاز از 07 November), وین |
| یورو وینگز اجرا توسط جرمن‌وینگز              | کلن بن |
| انتر ایر                                    | بیاریتس – انگلت – بییون، گدایسک لخ والسا، کاتوویتس، لیون-سینت اگزوپری، نانت آتلانتیک، شارل دوگل پاریس، پوزنان-لاویکا، سن-اتین، تولوز-بلانیاک، شوپن ورشو، وروتسواف کوپرنیکوس |
| فن‌ایر                                       | هلسینکی |
| جرمنیا                                      | برلین شونفلد (آغاز از ۲۱ اکتبر ۲۰۱۷)، برمن، فریدریش هافن، هامبورگ، مانستر اوسنابروک، روستوک-لاگه، تولوز-بلانیاک فصلی: درسدن، ارفورت-وایمار، نورنبرگ |
| جرمنیا فلوگ                                 | زوریخ |
| Helvetic Airways                            | ژنو، زوریخ |
| ایبریا ایرلاین اجرا توسط ایر نوستروم        | مالاگا، سانتیاگو د کمپوستلا، سن پابلو، والنسیا |
| ایبریا اکسپرس                               | مادرید-باراخاس |
| جت تایم                                     | بیلاند، کپنهاگ، گوتنبرگ-لاندوتر، هلسینکی، اوربرو |
| جت۲.کام                                     | بلفاست، بیرمنگام، ایست میدلند، ادینبرو, گلاسگو، لیدز برادفورد، استانستد لندن، منچستر، نیوکاسل |
| لوفت‌هانزا                                   | فصلی: مونیخ |
| لوکزایر                                     | لوگزامبورگ - فیندل |
| مریدیانا                                    | میلانو مالپنسا، لئوناردو دا وینچی-فیومیچینو، ورونا فصلی: اوریو آل سریو |
| مونارک ایرلاینز                             | بیرمنگام، گاتویک، منچستر |
| Neos                                        | بلوونی گوگلیلمو مارکونی، میلانو مالپنسا لئوناردو دا وینچی-فیومیچینو، ورونا |
| نیکی لوفت‌فارت                               | وین |
| نروجین ایر شاتل                             | بارسلونا-ال پرات، استکهلم-آرلاندا (آغاز از ۴ نوامبر ۲۰۱۷)، گاتویک، گاردرموئن اسلو |
| نووایر                                      | بیلاند، کپنهاگ، استکهلم-آرلاندا فصلی: گوتنبرگ-لاندوتر، کارلشته، مالمو، گاردرموئن اسلو، سولا استاوانگر، استکهلم-آرلاندا، واژو-اسمالند |
| پریمرا ایر                                  | آلبورگ، آرهوس، بیلاند، کپنهاگ، گوتنبرگ-لاندوتر، هلسینکی، یوئنسو، یونشوپینگ، ییواسکیلا، کفلاویک (آغاز از 21 December), کوکولا-پیتارساری، کوپیو، لاپنرانتا، پوری، مالمو، نورشوپینگ، اولو، اوربرو، گاردرموئن اسلو، استکهلم-آرلاندا، واژو-اسمالند                                                                                |
| پریویلج استایل اجرا توسط Swiftair           | لیسبون پورتلا، فرنسیسکو جسا کارنئیرو |
| رایان‌ایر                                    | بارسلونا-ال پرات، اوریو آل سریو، برلین شونفلد، بیرمنگام، برمن، بروکسل جنوب شرلروآ، دوبلین، ایست میدلند، ادینبرو، لیدز برادفورد، جان لنون لیورپول، استانستد لندن، مادرید-باراخاس، منچستر، گالیله، گلاسگو پرستویک، شنن، وارساو مادلن، ویزه فصلی: لوتن لندن                                                                     |
| هواپیمایی اسکاندیناوی                       | بیلاند، کپنهاگ (آغاز از 14 October), لولئو، استکهلم-آرلاندا |
| Small Planet Airlines                       | برست برتانی، کلرمون فران اوورن، کاتوویتس، لیون-سینت اگزوپری، مارسی پروانس، نانت آتلانتیک، شارل دوگل پاریس، شوپن ورشو، ژلونا گورا، جان پل دوم کراکوف-بالیس، ویلنیوس |
| اسمال پلنت ایرلاینز                         | گدایسک لخ والسا، کاتوویتس، جان پل دوم کراکوف-بالیس، شوپن ورشو، وروتسواف کوپرنیکوس |
| اسمارت‌لینکس ایرلاینز                        | لنارت مری تالین |
| اسمارت‌وینگز اجرا توسط تراول سرویس ایرلاینز  | پراگ رازیون |
| اسمارت‌وینگز اجرا توسط Travel Service Polska | فصلی: شوپن ورشو |
| سان‌اکسپرس دویچلند                           | کلن بن، دوسلدورف، فرانکفورت، هامبورگ، هانوفر، لایپزیگ/هال، نورنبرگ، مونیخ، پادربورن لیپشتات، اشتوتگارت |
| Thomas Cook Airlines                        | بیرمنگام، ایست میدلند، گاتویک، استانستد لندن، منچستر، نیوکاسل فصلی: آبردین، بلفاست، بریستول، گلاسگو |
| Thomas Cook Airlines Scandinavia            | بیلاند، کپنهاگ، گوتنبرگ-لاندوتر، استکهلم-آرلاندا |
| Thomson Airways                             | بیرمنگام، ایست میدلند، گلاسگو (پایان در ۲۱ اکتبر ۲۰۱۷)، گاتویک، منچستر فصلی: بریستول، لوتن لندن، استانستد لندن، نیوکاسل |
| ترانساویا.کام                               | اسخیپول آمستردام، مونیخ |
| ترنسویا فرانس                               | اورلی |
| تراول سرویس ایرلاینز                        | بوردو–مریگناک، برست برتانی، کلرمون فران اوورن، گدایسک لخ والسا، کاتوویتس، جان پل دوم کراکوف-بالیس، لیل، لودز لوبلینک، تارب-لورد-پیرنه، لوبلین، لیون-سینت اگزوپری، نانت آتلانتیک، نیس کوت دازور، لئوس جانسیک استراوا، شارل دوگل پاریس، پوزنان-لاویکا، پراگ رازیون، تولوز-بلانیاک، شوپن ورشو، وارساو مادلن، وروتسواف کوپرنیکوس |
| TUI fly Belgium                             | بروکسل، لیل، لیون-سینت اگزوپری، نانت آتلانتیک، شارل دوگل پاریس، اورلی، استراسبورگ، تولوز-بلانیاک |
| تی‌یوآی‌فلای                                  | بازل-مولوز-فرایبورگ اروپا، کلن بن، دوسلدورف، فرانکفورت، هانوفر، کارلسروهه/بادن-بادن، نورنبرگ، مونیخ، زاربروکن، اشتوتگارت |
| تی‌یوآی ایرلاینز نیدرلندز                    | اسخیپول آمستردام، آیندهوون |
| تی‌یوآی‌فلای نوردیک                           | استکهلم-آرلاندا |
| ولوتی                                       | بوردو–مریگناک، نانت آتلانتیک، تولوز-بلانیاک (آغاز از 24 December) |
| ویولینگ                                     | اسخیپول آمستردام، بارسلونا-ال پرات، بیلبائو، مالاگا، شارل دوگل پاریس، سانتیاگو د کمپوستلا، لئوناردو دا وینچی-فیومیچینو، سن پابلو (آغاز از ۲ دسامبر ۲۰۱۷) |
| ایکس‌ال ایرویز فرانسه                        | لیل، شارل دوگل پاریس |
| وایت ایرویز                                 | لیسبون پورتلا، لیون-سینت اگزوپری، نانت آتلانتیک، شارل دوگل پاریس، فرنسیسکو جسا کارنئیرو |
| ویز ایر                                     | بوداپست فرنک لیست |